# Národní hnutí za stabilitu a pokrok
Národní hnutí za stabilitu a pokrok (bulharsky Национално движение за стабилност и възход, zkratka NDSV) známé také jako Národní hnutí Simeona II. je liberální a populistická politická strana založená v roce 2001 Simeonem Borisovem Sakskoburggotskim, bývalým bulharským carem.

## Historie

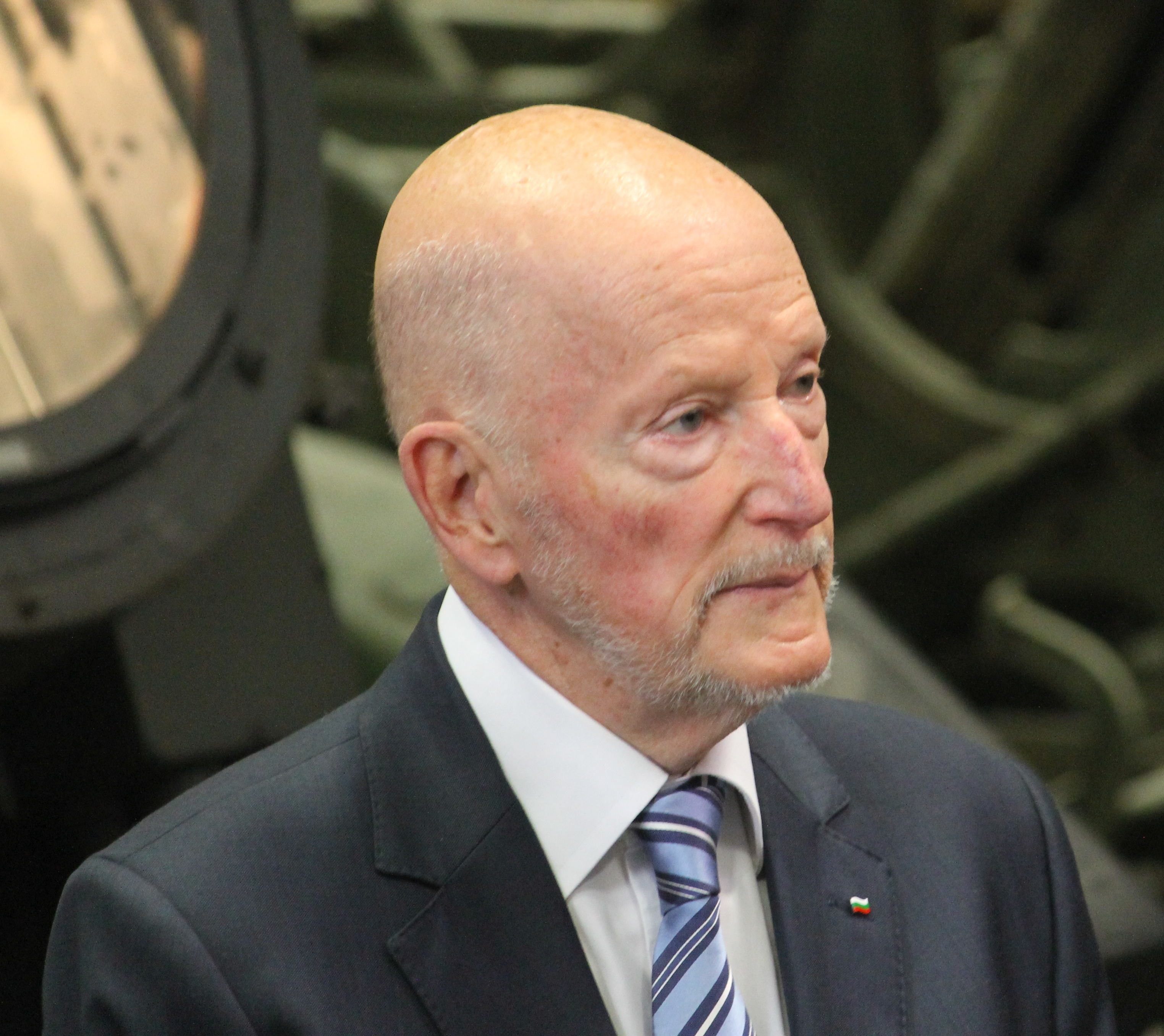
Zakladatel strany Simeon II.

NDSV byla založena v dubnu 2001, pouhých 11 týdnů před parlamentními volbami poté, co bývalý car Simeon II. oznámil svůj záměr zapojit se do bulharského politického života. Sliboval přilákat zahraniční investory, snížit daně a zmařit korupci během prvních 800 dnů v úřadu. Strana se setkala s okamžitým nadšením a ve volbách vyhrála s výsledkem 42,7%. Získala tak 120 z 240 křesel v bulharském parlamentu. Hnutí vytvořilo velkou koalici s Unií demokratických sil, Bulharskou socialistickou stranou a Hnutím za práva a svobody. Simeon II. se pak pod svým občanským jménem Simeon Sakskoburggotski stal premiérem.
Popularita NDSV výrazně poklesla, když Simeon nesplnil své sliby ve stanoveném čase. Během jeho funkčního období však Bulharsko vstoupilo do NATO a stabilizovalo se do podoby, která byla nezbytným předpokladem pro to, aby se země v roce 2007 stala členem Evropské unie.
V parlamentních volbách v roce 2005 klesl podíl hlasů NDSV na 19,9 % a počet křesel v parlamentu na 53. Dostala se však do koalice s Bulharskou socialistickou stranou a zůstala ve vládě. Členka NDSV Meglena Kuneva působila jako bulharská komisařka EU pověřená ochranou spotřebitele v První Barrosově komisi. V červnu 2007 strana změnila svůj název, odstranila jméno Simeona II. a nahradila ho „stabilitou a pokrokem“. Ve volbách do Evropského parlamentu v červnu 2009 strana získala 7,96 % hlasů a obsadila dvě ze sedmnácti křesel. O měsíc později, v červenci 2009, však strana v parlamentních volbách získala pouhých 3,01 % hlasů, čímž nedosáhla 4% volebního kvóra pro zvolení a dostala se mimo sněmovnu. Následujícího dne rezignoval Sakskoburggotski na předsednickou funkci a nahradil ho Stanimir Ilčev. V parlamentních volbách v roce 2013 NDSV nepostavila žádného kandidáta. Ve volbách v roce 2014 získala pouze 0,24 % hlasů, načež se rozhodla nekandidovat v parlamentních volbách roku 2017.